# L'angelo (film 2018)
L'angelo (The Angel) è un film del 2018 diretto da Ariel Vromen.
Il soggetto è tratto dal romanzo The Angel: The Egyptian Spy Who Saved Israel di Uri Bar-Joseph, incentrato sulla vera storia di Ashraf Marwan, esponente del governo egiziano nei primi anni '70 che divenne spia per Israele aiutando così il raggiungimento della pace tra i due paesi.

## Trama
Con la Guerra dei sei giorni, nel 1967 Israele conquistò la Penisola del Sinai strappandola all'Egitto.
Nel 1970, a Londra, Ashraf Marwan è uno studente universitario che vive con il figlio e la giovane moglie Mona, figlia del presidente dell'Egitto Nasser. Ashraf non nasconde al suocero di non condividere la sua politica verso Israele, caldeggiando una soluzione diplomatica e abbandonando prima possibile l'appoggio dell'Unione Sovietica che lui ritiene al collasso economico.
Nasser ne ignora i suggerimenti, incautamente Ashraf  telefona ai servizi segreti israeliani senza poi dare seguito ai suoi intenti. La morte improvvisa di Nasser sconvolge la vita della famiglia di Ashraf che torna immediatamente in Egitto. Qui, grazie a dei documenti trovati tra le carte del suocero, Ashraf svela una rete di complottisti conquistando la fiducia del nuovo presidente Sadat.
Tornato a Londra con incarichi governativi, Ashraf è avvicinato dal Mossad che minacciando di svelare il suo precedente avvicinamento, gli chiede informazioni tramite l'agente Alex, in cambio di denaro.
Dopo perplessità reciproche Ashraf comincia a collaborare fattivamente anche quando annuncia un imminente attacco dell'Egitto ad Israele che poi non ha luogo.
Sventando un attentato terroristico ad un aereo israeliano a Roma, fa un capolavoro  riacquisendo credito col Mossad, placando poi l'ira di Gheddafi che reclamava un appoggio alla Libia dopo l'abbattimento accidentale di un aereo civile libico da parte israeliana.
Ashraf annuncia quindi per tempo al Mossad l'attacco, per altro da lui stesso consigliato, nel giorno dello Yom Kippur, dando un enorme aiuto ad Israele per quella che sarà la Guerra del Kippur, contro Egitto e Siria. Il conflitto si concluderà con un accordo di pace che risulterà di soddisfazione per entrambe le parti, duraturo e stabile.
Ashraf avrà sacrificato il proprio matrimonio ma incontrandosi più tardi con Alex, il suo contatto col Mossad, avrà il riconoscimento dei suoi meriti avendo in regalo le fiabe di Esopo, comprendenti la celebre Al lupo! Al lupo!, reputata all'origine della strategia utilizzata dall'abile spia.
Dopo la morte misteriosa nel 2007 Ashraf Marwan otterrà il riconoscimento di eroe nazionale, sia dall'Egitto, sia da Israele, una cosa che non ha precedenti.

## Produzione
Il film è stato girato a partire dal luglio 2017, a Londra, nel Regno Unito, Bulgaria e Marocco.